# Macrodontia flavipennis
Macrodontia flavipennis är en skalbaggsart som beskrevs av Louis Alexandre Auguste Chevrolat 1833. Macrodontia flavipennis ingår i släktet Macrodontia och familjen långhorningar.
Artens utbredningsområde är Paraguay. Inga underarter finns listade i Catalogue of Life.